# 岩下吉久
岩下 吉久（いわした よしひさ、1949年6月13日 - ）は静岡県出身のプロゴルファー。

## 来歴
伊東商業高校卒業で、同校の先輩には中村稔・土山録志、後輩には坂下定夫がいる。
岩下は1970年にプロ入りし、1975年のアジアサーキットではタイランドオープンで謝敏男（ 中華民国）、テッド・ボール（ オーストラリア）と並んでの6位タイに入る。インディアンオープンでは2日目にロングホールの17番でイーグルを出すなど4バーディー、1ボギーの好調なゴルフで68にまとめ、首位のウォルター・ゴドフリー（ ニュージーランド）と1ストローク差の2位に浮上。最終的にはミヤ・アエ（ ビルマ）、ベン・アルダ（ フィリピン）と並んでの4位タイで日本勢最上位と健闘。
1975年の日本プロでは前田新作・川上実と共に村上隆・山本善隆・安田春雄・尾崎将司・鷹巣南雄に次ぐと同時に吉川一雄・草壁政治・島田幸作・鈴木規夫を抑えての6位タイ、1976年のダンロップトーナメントでは横島由一・青木功に次ぐ3位に入った。
1977年のアジアサーキット・香港オープンでは2日目に快調に飛ばして4アンダー66をコースレコードをマークし、杉原輝雄・謝敏&陳健振（中華民国）と共に通算140で首位タイに並んだ。3日目には73を叩いて8位に後退し、最終日には5位タイに終わった。
1977年のサントリーオープンでは2日目に杉原・小林富士夫と共に首位の草壁から3打差の2位タイとなり、最終的には3位であった。
1979年のサントリーオープンは初日を草壁と共に首位と1打差の2位タイでスタートし、2日目には76を打って後退するが、3日目には66のベストスコアをマークして草壁と並ぶ首位タイとなり、最終日には呂良煥（中華民国）らと共に前半途中で首位を奪ったが、草壁・呂に次ぐ3位タイに終わった。
1980年の三菱ギャラントーナメントではグラハム・マーシュ（オーストラリア）と並んで中嶋常幸の2位タイに入り、かながわオープンでは初日に田中文雄・矢部昭・泉川ピート・森憲二を抑えて首位に立ち、最終日には7バーディ・2ボギーの67と国内最高スコアを記録し、前日20位から一気に4位に浮上した青木を抑えて3位に入った。
過去に2度も最終日に逆転負けの苦い経験を持っていたが、1984年の東海クラシックでは2日目にそれまでのコースレコード64を更新する9バーディ・ノーボギー63で首位に立ち、そのまま逃げ切ってプロ入り15年目で初のビッグタイトルを手にした。同年のブリヂストンオープンでは倉本昌弘、陳志忠（中華民国）、サム・トーランス（ スコットランド）と共に通算9アンダーで並び、プレーオフでは第2打でドライバーを使ったが、トーランスと共にグリーン手前の池に入れて脱落。中嶋・草壁、ニック・ファルド（ イギリス）、尾崎健夫・青木・山本を抑えて2位に入る。茨城オープンでは金子登喜雄・中川泰一に次ぐ3位に入り、群馬オープンでは初日に中村稔・森・大町昭義・海老原清治を抑えて首位スタートし、最終日には新井規矩雄・大町に次ぐと同時に泉川ピート・川田時志春・中村・森と並んでの4位タイに入った。
1985年は静岡オープンで湯原信光・泉川・新関善美・川上と並んでの7位タイ、三菱ギャランではブライアン・ジョーンズ（オーストラリア）、湯原・矢部・青木・倉本、デビッド・イシイ（ アメリカ合衆国）、出口栄太郎に次ぐ8位、NST新潟オープンでは謝敏男（中華民国）とのプレーオフで1ホール目にボギーを叩き、須貝昇・倉本・新井・前田・新関を抑えて2位に入る。茨城オープンでは初日を安達典夫・中川と共に69をマークして2位タイでスタートし、最終日には江本光・東聡・高橋勝を抑えたが、共に67であった中川にプレーオフで敗れて2位に終わる。日経カップでは気温34.4度という酷暑の中でのラウンドで尾崎直道と同組となり、須貝と共に尾崎に食い下がったが、中嶋・倉本・尾崎将・鷹巣南雄・謝・藤木三郎・鈴木豊を抑えて2位に入る。
1986年は美津濃オープンで青木基正・山本洋一・石井裕士・イシイと並んでの8位タイ、関東プロでは青木・尾崎健・須貝と並んでの8位タイ、関東オープンでは河野和重と並んでの9位タイ、全日空オープンでは倉本・青木・鈴木弘一・尾崎将に次ぐ5位、東海クラシックでは青木・尾崎将に次ぐ6位タイ、ブリヂストントーナメントでは湯原・藤木・高橋勝成・海老原清治、クラレンス・ローズ（アメリカ）と並んでの10位タイに入った。
カシオワールドオープンでは、まだ日本では馴染みのなかったメタルヘッドドライバーを手にしていたスコット・ホーク（アメリカ）が2位に6打差を付けての通算12アンダーでぶっちぎり優勝を飾ったが、岩下の通算3アンダー・4位タイがパーシモンヘッドを使う日本人選手としての最高順位となった。
1988年はブリヂストン阿蘇オープンでイアン・ベーカーフィンチ（オーストラリア）、上野忠美、ロジャー・マッカイ（オーストラリア）、横島・尾崎将に次ぐ6位、広島オープンでは矢部・横島・牧野裕・中嶋・甲斐俊光・入野・上野と並んでの6位タイに入る。
1990年にはアサヒビール巨泉ゴルフで初日を6アンダー66でリードし、帰国後の水戸グリーンオープンでは栗原孝と共に時任宏治の2位タイ、茨城オープンでは2日間69をマークして4位に入った。
1992年の茨城オープンでも芹澤大介・森茂則・江本光・小泉清一・町野治・小溝高夫・渡辺由己を抑えて加藤仁の2位に入るが、1994年のマルマンオープンを最後にレギュラーツアーから引退。
藤沢ジャンボゴルフを経て、現在は横浜市保土ケ谷区の大型ゴルフ練習場「ハンズゴルフクラブ」でインストラクターを務めている。

## 主な優勝
- 1984年 - 東海クラシック
- 1988年 - ゼンリン福岡オープン